# Burhan Kuzu
Burhan Kuzu (Develi, 1 de janeiro de 1955 – Istambul, 1 de novembro de 2020) foi um político turco. Nasceu em Caiseri, Turquia. Foi deputado no Parlamento Turco de 2002 a 2018 em representação do Partido da Justiça e Desenvolvimento.
Kuzu morreu de COVID-19 em 1 de novembro de 2020 em Istambul, aos 65 anos.